# 九龍佐治五世紀念公園

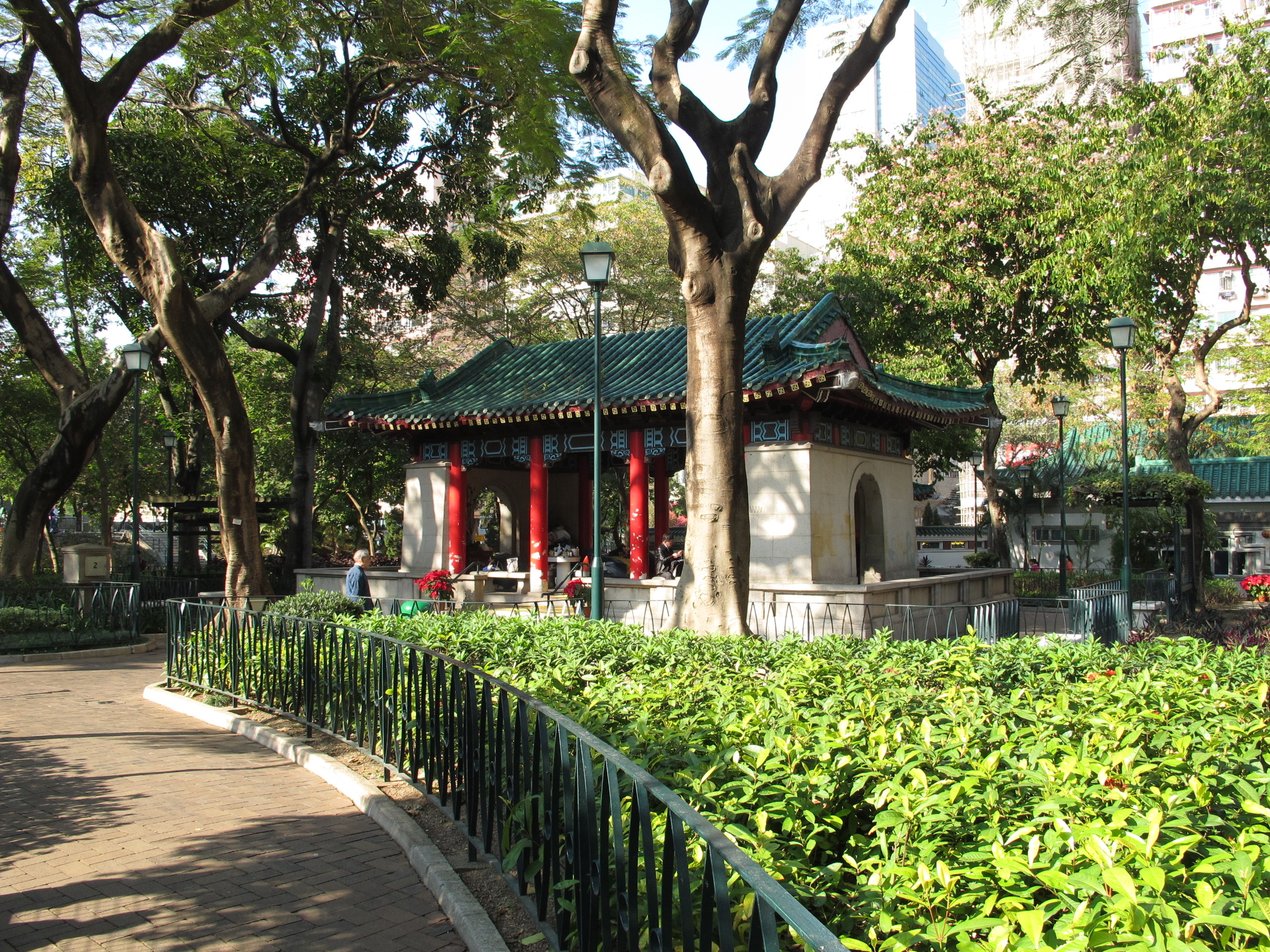
供遊人奕棋的涼亭

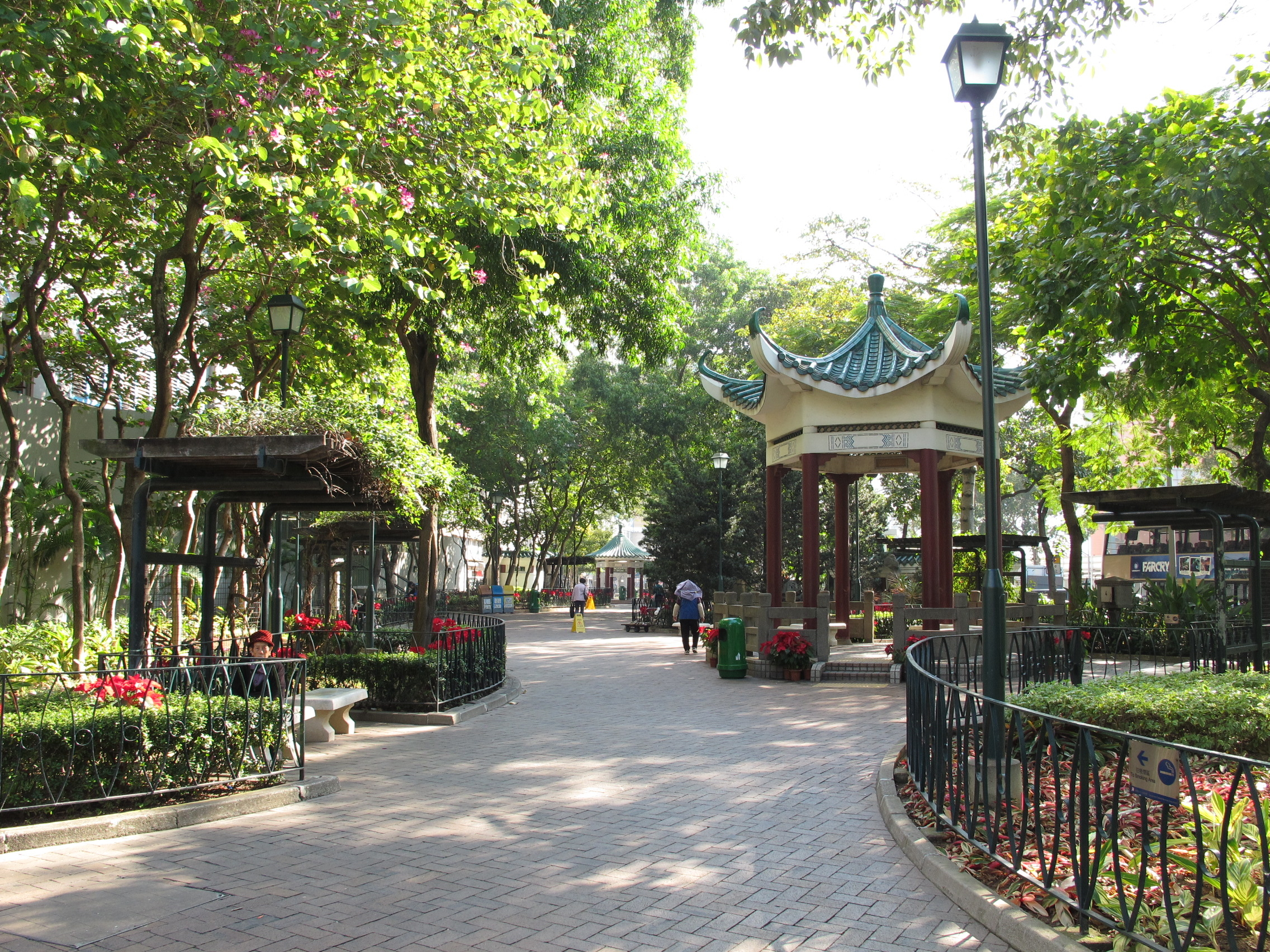
供遊人乘涼的六角涼亭(右)

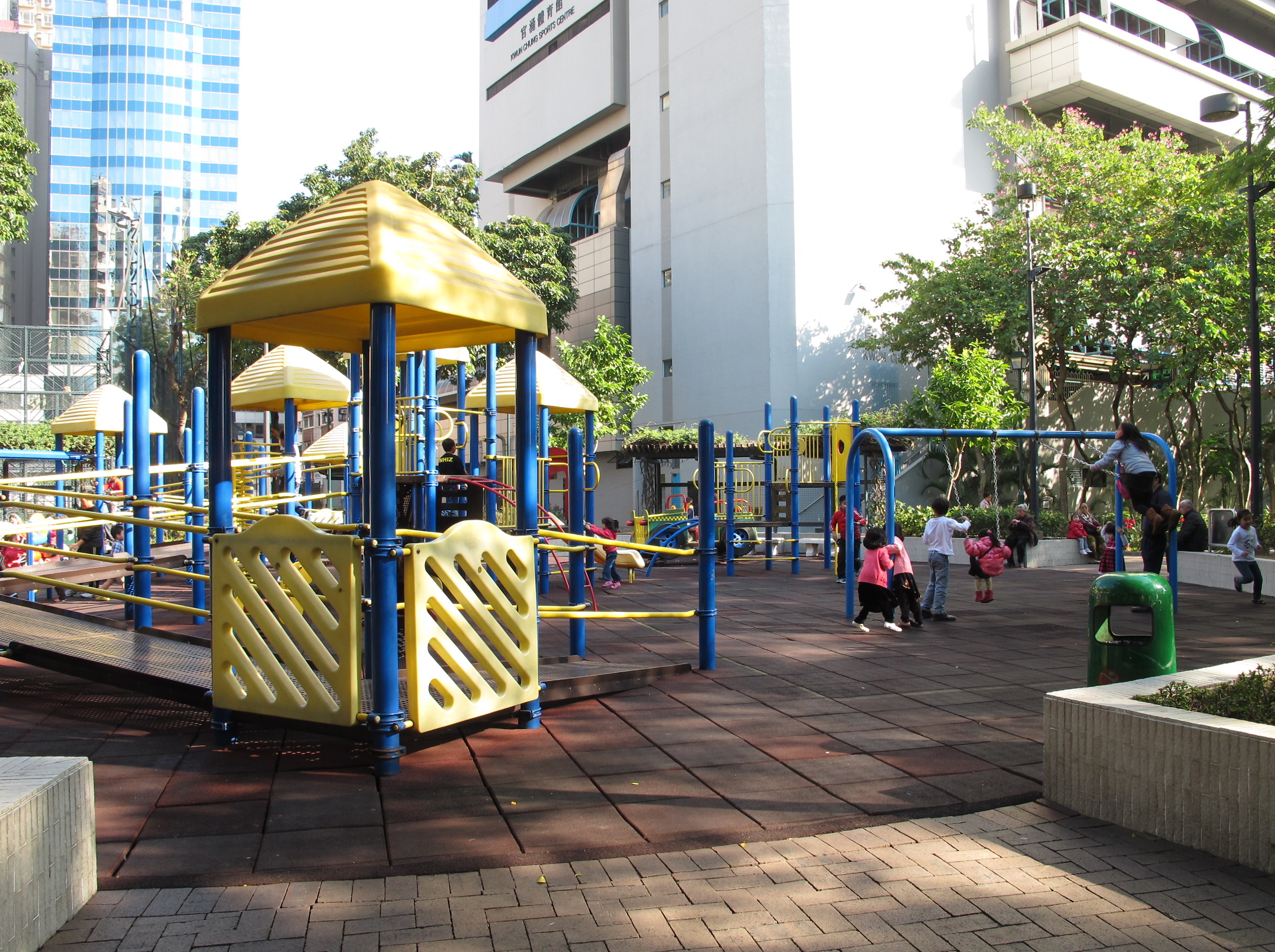
兒童遊樂場

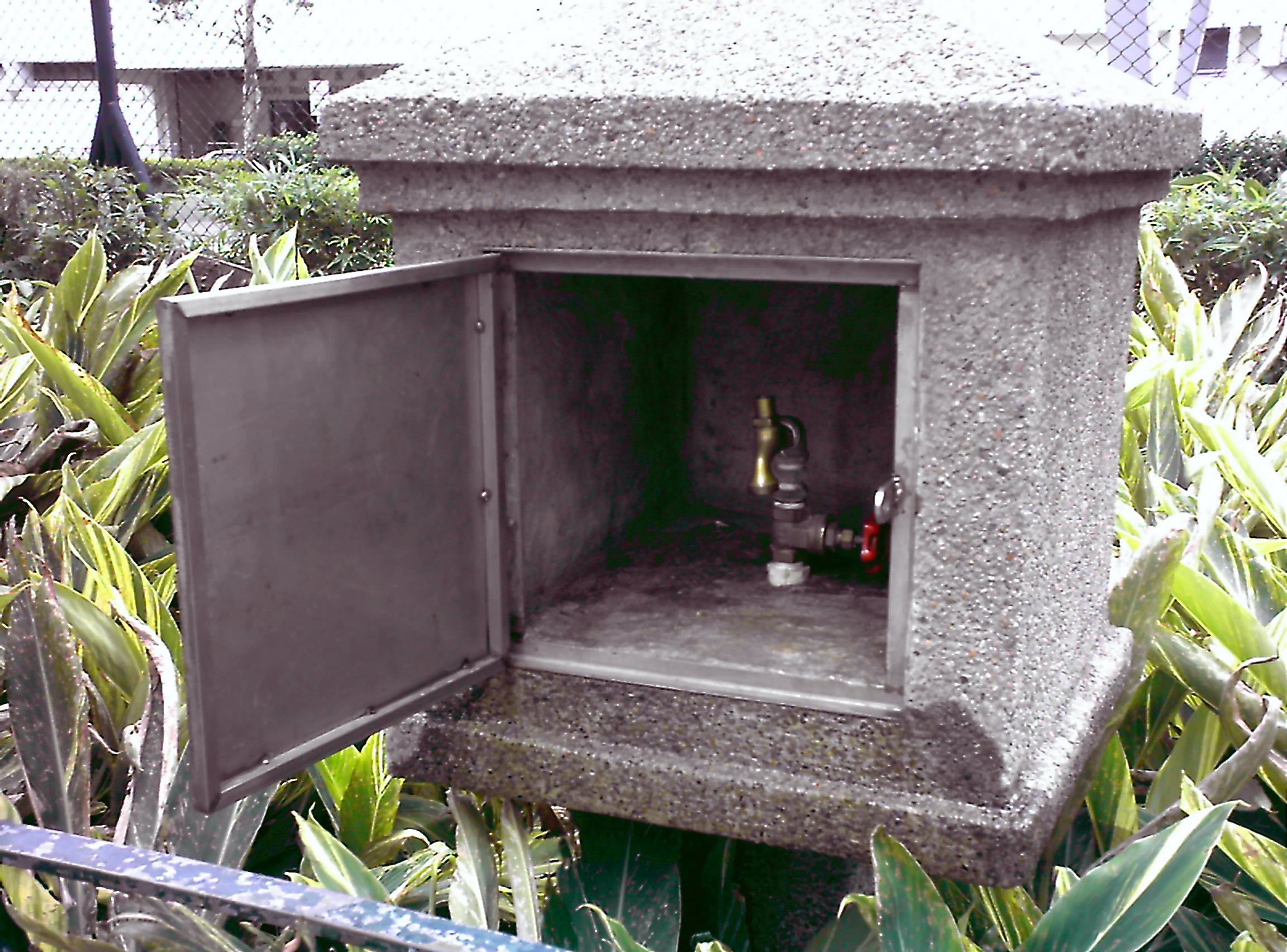
日治時期的七個播音箱，現在改為水龍頭

九龍佐治五世紀念公園（英語：King George V Memorial Park, Kowloon）是位於香港九龍官涌一帶的一個公園，位置為佐敦道以南，廣東道以東，港景峰及官涌市政大廈以北及上海街以西。鄰近西南面有私人屋苑The Austin、Grand Austin及港鐵柯士甸站。

## 歷史
九龍佐治五世紀念公園於1940年8月興建，並於1941年6月11日的下午6時，由當年的香港輔政司史美代表因足疾不能到臨的總督羅富國爵士主持開幕，公園從1940年10月動土，承包商禮記公司（Lai Kee Company）以8個月時間，耗資港幣7萬元建成，初期佔地為8,742平方米，正門原為制作的精致中國牌坊式青銅門，頗為壯觀。園裡闢有遊戲場，由「兒童遊樂場委員會」捐獻鞦韆等設備。公園名稱紀念已故英國國王佐治五世，佔地94,000平方呎。公園以仿中國官殿牌樓園林設計。
香港日佔時期期間，公園設施被毀壞，至1954年3月21日方修復完成重新開放。重建後的公園，設有3個中國式的涼亭，並增設足球場及籃球場等設施。公園正門的紅簷綠瓦的門樓，一直是該公園的特色之一。
1970年代，政府為使廣東道接駁渡船街，將前者向西移，使公園多出一塊土地。在1980年代後期，因在公園東南部興建官涌市政大廈而有所改建。園內有球場及遊樂場。

## 安排
此場地（除吸煙區外）禁止吸煙。

## 外部連結
- 九龍佐治五世紀念公園位置
- 九龍佐治五世紀念公園簡介（页面存档备份，存于）